# Bojince
Bojince (izvirno srbsko Бојинце) je naselje v Srbiji, ki upravno spada pod Občino Kruševac; slednja pa je del Rasinskega upravnega okraja.

## Demografija
V naselju, katerega izvirno (srbsko-cirilično) ime je Бојинце, živi 66 polnoletnih prebivalcev, pri čemer je njihova povprečna starost 43,8 let (44,6 pri moških in 43,2 pri ženskah). Naselje ima 21 gospodinjstev, pri čemer je povprečno število članov na gospodinjstvo 3,90.
To naselje je popolnoma srbsko (glede na rezultate popisa iz leta 2002).
|  |

| Demografija | Demografija     | Demografija     |
| Leto        | Št. prebivalcev | Št. prebivalcev |
| ----------- | --------------- | --------------- |
|             |                 |                 |
|             |                 |                 |
|             |                 |                 |
|             |                 |                 |
| 1948        | 195             |                 |
| 1953        | 181             |                 |
| 1961        | 180             |                 |
| 1971        | 166             |                 |
| 1981        | 147             |                 |
| 1991        | 117             | 115             |
| 2002        | 82              | 82              |
|             |                 |                 |

| Etnična sestava po popisu iz leta 2002 | Etnična sestava po popisu iz leta 2002 | Etnična sestava po popisu iz leta 2002 | Etnična sestava po popisu iz leta 2002 | Etnična sestava po popisu iz leta 2002 |
| -------------------------------------- | -------------------------------------- | -------------------------------------- | -------------------------------------- | -------------------------------------- |
| Srbi                                   | Srbi                                   |                                        | 82                                     | 100,0%                                 |
| Neznano                                | Neznano                                |                                        | 0                                      | 0,0%                                   |